# Лхадзе
Лхадзе (тиб. ལྷ་རྩེ་རྫོང, Вайли: lha rtse rdzong, кит. упр. 拉孜县, пиньинь Lāzī xiàn) — уезд городского округа Шигадзе,  Тибетского автономного района, в Китае.

## История
Уезд был создан в декабре 1959 года путём объединения двух тибетских дзонгов.

## Экономика
Устойчивое развитие задается сельским хозяйством. Земледелие сочетается с животноводством.

## Климат
Климат определяют рельеф (циркуляция воздуха), солнце, низкие температуры, влажность и сухость. Среднегодовая температура составляет +7 °C. Абсолютная максимальная температура +28,2 °C, минимальная температура -25,1 °C.

## Административное деление
Уезд делится на 2 посёлка и 9 волостей:
- Посёлок Чусар (曲下镇)
- Посёлок Ладзи (拉孜镇)
- Волость Зашидзонг (扎西宗乡)
- Волость Чума (曲玛乡)
- Волость Пенцолин (彭措林乡)
- Волость Зашиганг (扎西岗乡)
- Волость Лю (柳乡)
- Волость Реса (热萨乡)
- Волость Мангпу (芒普乡)
- Волость Шичин (锡钦乡)
- Волость Чау (查务乡)